# Ricardo Cavalcante Ribeiro
Ricardo Cavalcante Ribeiro (sinh ngày 23 tháng 2 năm 1977) là một cầu thủ bóng đá người Brasil.

## Sự nghiệp câu lạc bộ
Ricardo Cavalcante Ribeiro đã từng chơi cho Kashima Antlers, Vegalta Sendai, Sanfrecce Hiroshima và Kyoto Purple Sanga.